# ムラト4世
ムラト4世（オスマン語：مراد رابع, 英：Murad IV, 1612年7月27日 - 1640年2月9日）はオスマン帝国の第17代皇帝（在位：1623年9月10日 - 1640年2月9日）。父はアフメト1世、母はキョセム・スルタン。オスマン2世の弟、イブラヒムの兄。

## 生涯

### 即位前
1612年、アフメト1世とその夫人のキョセム・スルタンとの間に生まれた。5歳の時、父が崩御し、叔父のムスタファ1世と兄のオスマン2世の短い治世の後、ムラトは即位することとなった。

### 即位
1623年、叔父のムスタファ1世の退位で即位した。ムラトが即位した時、彼はまだ割礼を受けていなかったため即位の5日後に割礼を受けた。頭脳明晰、勇敢で膂力に優れ片手で60kgのモーニングスターを振り回し戦いでは両手持ちの長大で幅広の広い50kgの長刀を振り回したという従軍日記が残る。親政開始後は、風紀の頽廃を改める為に、煙草と酒とコーヒーを禁止した。しかし、極めて短気であり、政府高官や法学者，また弟を数名処刑するなど、残忍な行為も多かった。また、科学を愛していたことからヘザルフェン・アフメト・チェレビが初飛行を行った際に黄金の財布を下賜した、後にチェレビを流刑とした。

### 帝国の混乱と権力の掌握

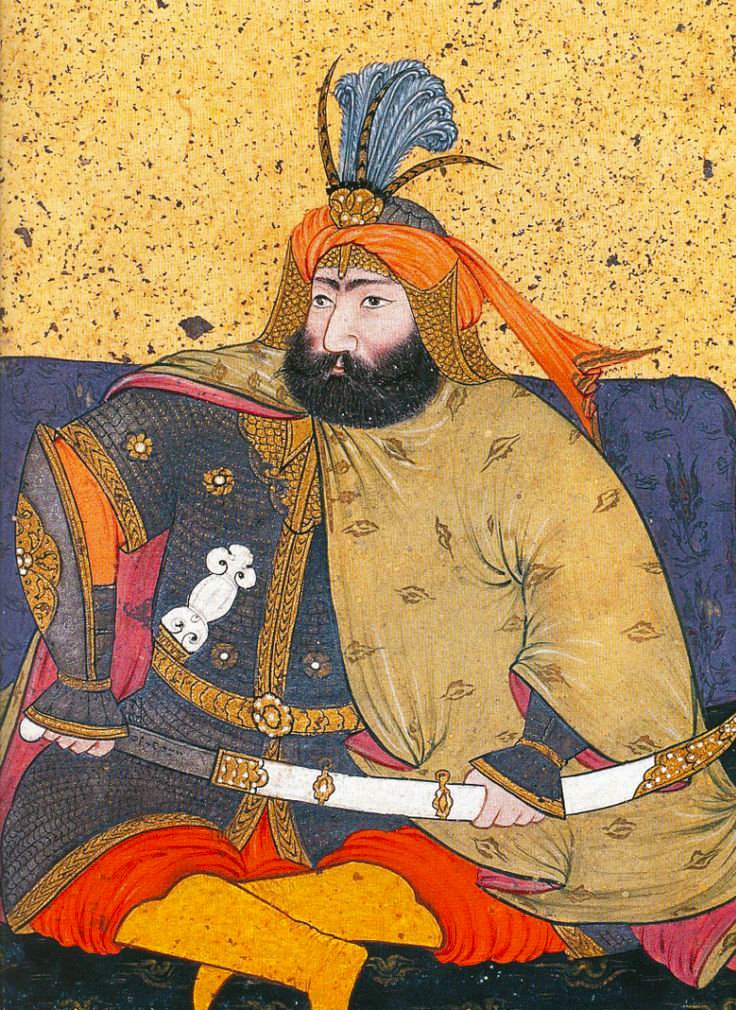
ムラト4世

即位初期、オスマン帝国はエジプト，シリアなど各地で反乱を抱え、本拠地のルメリ，アナトリアでも反乱が発生していた。アナトリアの反乱はブルサやアンカラにまで飛び火してしまい、結局1628年にアバザ・メフメト・パシャをボスニア州の知事にすることでこれを鎮圧した。東方では1623年に、イラクのイェニチェリ部隊が反乱を起こしてサファヴィー朝ペルシャ帝国のアッバース1世の侵攻を招き、翌年にはバグダードを奪われた。ムラト4世の即位後、治世前半は母后キョセムが実権を握っていたが、腐敗が横行し財政的な破綻に瀕していた。皇帝の母親が実権を握ったのは、帝国史上初めてということではなかったが、ムラト四世，イブラヒム一世と長期に渡って摂政した。皇太后に因る垂簾聴政を退け、親政の契機となったのは1632年、世襲騎兵シパーヒーとイェニチェリが宰相のトパル･パシャに煽動されて、皇帝側近を殺害した上に政府高官のハーフィズ大宰相，法学者長の処刑と皇帝退位を要求して、長期に渡ってイスタンブールで起こした動乱である。叛徒が皇帝の側近や大宰相を殺害して首謀者のトパルが大宰相に任命されるとイェニチェリの一部は一旦落ち着き、その直後に皇帝はトパルの館を襲撃し自ら処刑した。果断な行動により乱を鎮圧、大量の軍戸（シパーヒー），イェニチェリ，行政官を処刑し、法学者，行政官，内侍，イェニチェリ，シパーヒーを招集して御前会議を開き忠誠を誓わせた。
当時のオスマン帝国は汚職，賄賂等腐敗が蔓延し，元凶と看做された酒館，コーヒーカフェ，タバコ屋を営業禁止とした。社会の規律強化のため、宗教的厳格派と呼ばれるカドゥザーデ派の人々の力を借りることだった。1625年の夏に始まったバランパシャの疫病は流行し、イスタンブールでは1日1000人が死んだという。
また、社会，経済の実情と合わ無く成り実効性を欠く状況に陥ってた税制の改革（徴税人の収奪と腐敗を改める為に歩合を廃止し固定給、定額の人頭税を主とした課税から富裕階級にも税を負担させる税率課税へ改正）に由り財政を立直し、軍制の革新と在世中に行った頻繁な軍事活動にも寄与している。
1633年には、イスタンブールで火災が発生し、都市の五分の一がもえた。30時間続いた火災は、風が止まった後に消された。この火災の原因としてタバコの燃えカスが挙げられ、タバコを吸うことは厳禁となった。タバコ禁止を徹底するために家の煙突すらも調べたといい、もしタバコを吸っているのが発覚した場合には手足を切り落とされ、そのまま斬首された。さらにはコーヒーを飲むのも禁止した。理由としては当時のカフェは政治の議論が頻繁にされており、カフェでイェニチェリや知識人、イスラム法学者らが反乱を企てるのを阻止するためと言われている。ムラトはタバコとコーヒーの禁止がしっかり守られているかを確認するために変装して市井をパトロールした。もしも規律が守られていない者を見つけたら、その場で捕らえて処刑するなどした。これらの政策はイスラム厳格派のカドゥザーデ派の支持があったからこそできたと思われ、カドゥザーデ派はウラマーであるカドゥザーデ・メフメト・エフェンディによって開かれた。彼らはクルアーンの教えを厳格に解釈し、そこから少しでも逸脱した行為を糾弾するなどした。さらにはカドゥザーデ派はモスクでの説教を通じて、一般大衆の心を掴み、腕の良い人気説教師は大きな影響力があり、ムラト4世は社会的規律を強化できかつ民衆の動員力をもつ説教師を利用することにした。
また、ムラトは短気な性格であり、1634年にブルサに向かう時には道路が整備されていなかったという理由でイズニクの知事を処刑した。このことをイスラム長老を2年もの間勤めていたアヒザーデ・ヒュセイン・エフェンディは批判した。これに激怒したムラトはアヒザーデ・ヒュセインをキプロスへ追放する処分を下した。しかし、ムラトは突如これを撤回し、追放処分から処刑へと決めた。結局アヒザーデ・ヒュセインはキプロスへ向かう船に乗ってる途中で絞殺された。1638年には宮廷の医師のエミール・チェレビーにアヘンを吸わせた後、毒殺するなどした。ムラトは身内に対しても厳しく、姉のゲヴヘルハン・スルタンの夫のカラ・ムスタファ・パシャ(第二次ウィーン包囲を主導したカラ・ムスタファ・パシャとは別人)を殺害した。

### サファヴィー朝との戦い
秩序の乱れた帝国問題を解決するべく取り組みを始め、オスマン・サファヴィー戦争(1623-1639)では、1624年にサファヴィー朝のアッバース1世にバグダードを含むイラクが奪われると奪還を試んだ。1625年に大宰相をイラクに派遣してバグダードを攻撃したがあと一歩のところでアッバース1世率いる増援隊が到着したため、モースルへと撤退した。1629年には大宰相のガジ・ヒュスレフ・パシャのもと、バグダードを奪還する作戦が再び開始したが、厳しい冬と洪水によって戦果が挙げられなかった。しかし翌年にはケルマーンシャー近くでサファヴィー軍を撃破することに成功し、ハマダーンを占領したその勢いでバグダードを再び包囲したが、この時も厳しい冬が襲って来ていたため、結局攻略できずに撤退した。これ以降サファヴィー朝のバグダード支配が確固たるものとなった。
1635年、ムラト率いるオスマン軍はエレヴァンへと進軍し、これを征服した。この勝利の余勢を駆って、ムラトは、弟バヤズィトとスレイマンを処刑した。トプカプ宮殿の内廷にある豪華な東屋エレヴァン・キオスクはこの戦勝を記念して建てられたものである。しかし、そのエレヴァンは、翌年サファヴィー朝に奪還される。1638年にムラトは再びイラクへ親征してバグダードを奪還した。これに先立ってムラトは再び弟カースムを処刑している。バグダードの包囲戦は11月15日に開始され、40日間の包囲戦の末、12月25日についにバグダードを陥落させた。しかし、最後の攻勢の時に大宰相は戦死してしまった。ムラト4世のバグダード遠征中、ムガル帝国皇帝のシャー・ジャハーンの大使と面会している。面会の場では刺繍の施された1000枚の布と鎧が贈与された。オスマン側はそのお返しに武器とカフタンを与えて、大使がバスラを出発して帰国する時には護衛の兵士をつけたという。ムラトは当初サファヴィー朝の首都イスファハーンを攻め落とすつもりであったが、新しく大宰相となったケマンケシュ・ムスタファ・パシャは和平交渉を開始し、アッバース1世の孫サフィー1世とカスレ・シーリーン条約を結びイラク領有を確定させた。この条約は後にトルコとイランの国境の基礎になる。イスタンブールに戻ったムラトはヴェネツィア遠征のために艦隊の編成を命じるが、1640年に27歳で病死、イブラヒムが後を継いだ。

### 崩御
ムラトはエレバン遠征中に肝硬変を発症していた。これは短期間で回復したが、1639年11月に再び症状が悪化した。これによりムラトはしばらくの間飲酒を控えていたが、症状の回復後飲酒を再開した。それにより1640年に肝硬変により崩御した。
ムラトは崩御の床で弟イブラヒムの処刑を命じたが、母后キョセムによって防がれたという。ムラトは皇位を側近の1人、もしくはクリミア・ハン国の者に継がせようとしていた。この伝承が正しければオスマン朝が断絶していた可能性もあった。オスマン家が断絶したさいは、チンギスハンの血を引くクリミア・ハン家がそのあとを継ぐ、という話が流布するようになるのは、この頃である。スルタン廃位が繰り返される17世紀初頭において、オスマン王家に代わる王統の即位が、ありうべき未来として想定されたのである。

## 人物
ムラト4世の煙草嫌いは凄まじく、当時のコンスタンティノポリス（イスタンブール）の人口は100万人いたとされるが、そのうち3万人の喫煙者は彼の手で何らかの処罰を受けたとされる。また、イラク遠征に従軍していた書記が『宿営日誌』に書き残し、ムラト4世の遠征時の様子と往復路が詳細に記されている。また、コーヒーに対しても厳しい禁令を出している。また彼は多くの詩を描き残した。さらに作曲家でもあり、『ウザフ・シュレフ』と呼ばれる曲を作った。

## 家族
ムラトの妻の名前は伝わっておらず詳しいことは不明である。
息子
- シェザーデ・アフメド（1628年-1639年)
- ヌマン（1628年-1629年)
- シェフザーデ・オルハン（1629 )
- シェフザーデ・ハサン（1631年-1632年)
- シェフザーデ・スレイマン（1632年-1635年)
- シェフザーデメフメド（1633年-1640年)
- シェフザーデ・オスマン（1634年-1635年)
- シェフザーデ・アラエディン（1635年-1637年)
- シェフザーデ・セリム（1637年 – 1640年)
- シェフザーデ・マフムード（1638年-1638年）

ムラドには数人の娘がいた。
- カヤ・スルタン（1633年–1659年)
- サフィエ・スルタン
- ルキイェ・スルタン
- ゲヴヘルハン・スルタン(1630年2月生まれ)
- ハンザーデ・スルタン(1631年-1675年）

## ドラマの中のムラト
- 新・オスマン帝国外伝〜影の女帝キョセム〜（メティン・アクドゥルゲル）